# Estadio de Fútbol Acapulco
El Estadio de Fútbol Acapulco fue un proyecto que se encuentra en construcción inconclusa en la ciudad de Acapulco, Guerrero, México. Actualmente se encuentra abandonado. El  estadio a construir se encontraría localizado en un conjunto turístico con una superficie de 207,298.54m2 en el kilómetro 25+950 desviación derecha de la carretera Acapulco- Barra Vieja ubicado en el ejido de Plan de los Amates, municipio de Acapulco. El terreno en cuestión presenta una forma irregular y sus niveles son semiplanos con árboles cocoteros y una vegetación regular; el nivel freático se encuentra aproximadamente a 1.50m del nivel medio del terreno.
El proyecto del estadio tenía una superficie de construcción de 28,975m2 conformada por dos zonas cabeceras y una zona lateral de gradas con un aforo de 25,000 espectadores entre estas dos, un edificio lateral de 110 palcos con capacidad para 15 espectadores cada uno, dando un total de 1,650 espectadores en los cuatro niveles, el primer nivel con servicio de restaurant, una tercera zona de 132 plateas con capacidad para 9 espectadores cada una dando un total 1,188 espectadores, generando un aforo total de 27,838 espectadores.
La orientación será norte-sur de acuerdo al reglamento de la Federación Mexicana de Fútbol. Tendrá 14 módulos de baños para hombres y 10 para mujeres.
La cancha tendría una dimensión de 68m X 105m. El césped será natural con las pendientes necesarias y el drenaje subterráneo para evitar acumulamientos de agua en temporada de lluvia. El costo total del proyecto asciende a los 40 millones de dólares.

## Complejo
El complejo a construir sería realizado en dos etapas donde la primera comprende la edificación del Estadio, Casa Club, Zona de Estacionamiento y Explanada, así como el acceso al inmueble mediante 2 calles principales que facilitarán la entrada y salida de vehículos y del público en general. 
La segunda etapa del proyecto contemplaba la edificación de un importante Centro Comercial, una Preparatoria y Universidad que ofrecerán una innovadora propuesta académica con carreras acordes a las necesidades que la región y el país demandan. Además permitirá canalizar el talento de la juventud Guerrerense a la cantera del club de donde surgirán las futuras estrellas del balompié nacional, y por si fuera poco, se tiene proyectada la construcción de un Sport City.

## Universidad
La Universidad a construir dentro del complejo estaba planeada para adoptar a 750 alumnos por turno (en dos turnos) que disfrutarán de las instalaciones más atractivas, seguras y vanguardistas del estado, habilitadas con aula de nuevas tecnologías y multimedia, amplios talleres y laboratorios debidamente equipados, biblioteca, cafetería, amplio estacionamiento y espacios deportivos con dos canchas y circuito de atletismo; el inmueble contaría con vigilancia y monitoreo las 24 hrs mediante Cámaras de Circuito Cerrado (CCTV) instaladas en todo el plantel. 
La oferta educativa contempla licenciaturas con demanda en la zona, como lo son: Administración Hotelera y Turística, Relaciones Internacionales, Gastronomía, Derecho y Odontología, con la posibilidad de cursarlas como carrera técnica en menos tiempo, además de que también se contará con nivel preparatoria, atractivos planes de beca y costos accesibles. 